# Rathaus (Lohr am Main)

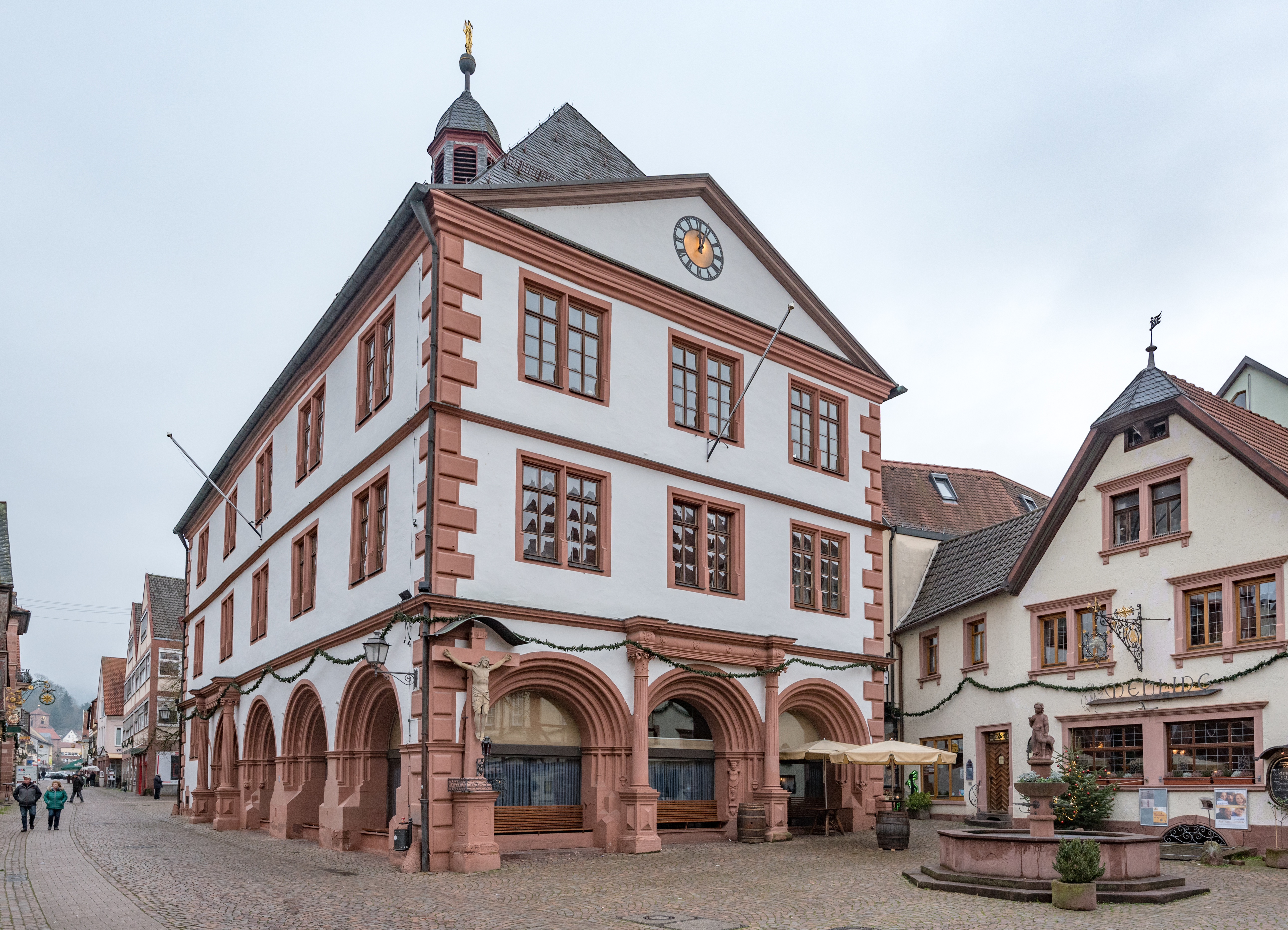
Das alte Rathaus in Lohr am Main

Das alte Rathaus am Marktplatz 1 in Lohr am Main, einer Stadt im bayerischen Landkreis Main-Spessart, wurde von 1599 bis 1601 errichtet. Es ist ein geschütztes Baudenkmal.

## Geschichte
Davor gab es bereits einen Vorgängerbau an derselben Stelle. Dieses erste, gotische Rathaus hatte ein Obergeschoss aus Holzfachwerk und ein Dachgeschoss mit steilem Dach. Die laut Inschrift 1453 gegossene „Michaelsglocke“, die die älteste Glocke in Lohr ist, hängt noch heute im Dachreiter; sie hatte sich auch schon im Erstbau befunden.

## Architektur
Das massive Gebäude wurde von 1599 bis 1601 von Michael Imkeller aus Lohr errichtet. Die ursprüngliche Halle im Erdgeschoss wurde Anfang des 19. Jahrhunderts geschlossen und die ursprünglichen reich geschmückten Schweifwerk-Giebel wurden durch einfache klassizistische Formen ersetzt. Der Rechteckbau besitzt an der nördlichen Breitseite einen dreiseitig vortretenden Treppenturm. Die Portalumrahmung ist mit korinthischen Säulen geschmückt. Auf dem Dachreiter sitzt eine vergoldete Justitia.
Im ersten Obergeschoss befindet sich eine große Diele mit Renaissancesäulen und einer erneuerten Stuckdecke.

## Spätere Nutzung
Nach dem Bau eines neuen Rathauses am Schlossplatz 3 wird der Saal im Erdgeschoss des alten Rathauses von der Volkshochschule genutzt, für Veranstaltungen und Ausstellungen. In den Stockwerken darüber befindet sich die Stadtbibliothek.